# Pericles de Oliveira Ramos
Pericles de Oliveira Ramos (sinh ngày 2 tháng 1 năm 1975) là một cầu thủ bóng đá người Brasil.

## Sự nghiệp câu lạc bộ
Pericles de Oliveira Ramos đã từng chơi cho Cerezo Osaka, Sagan Tosu và SC Tottori.